# Чеймберс, Уильям
Сэр Уильям Чеймберс, также Чемберс (англ. Sir William Chambers, 23 февраля 1723, Гётеборг — 10 марта 1796, Лондон) — шотландский архитектор, декоратор и проектировщик мебели, создатель уникального стиля, соединяющего элементы рококо, раннего английского неоклассицизма и восточные мотивы.

## Биография
Уильям Чеймберс родился в семье шотландского торговца, переселившейся в его детстве в Йоркшир, северная Англия. С 1740 года Чеймберс работал в Шведской Ост-Индской компании. В качестве служащего этой компании он объездил многие страны Европы и Дальнего Востока. Из поездки в Китай (1748—1749) Чеймберс привёз множество рисунков, акварелей и гравюр, в немалой степени способствовавших распространению моды на «китайский стиль», или шинуазри.

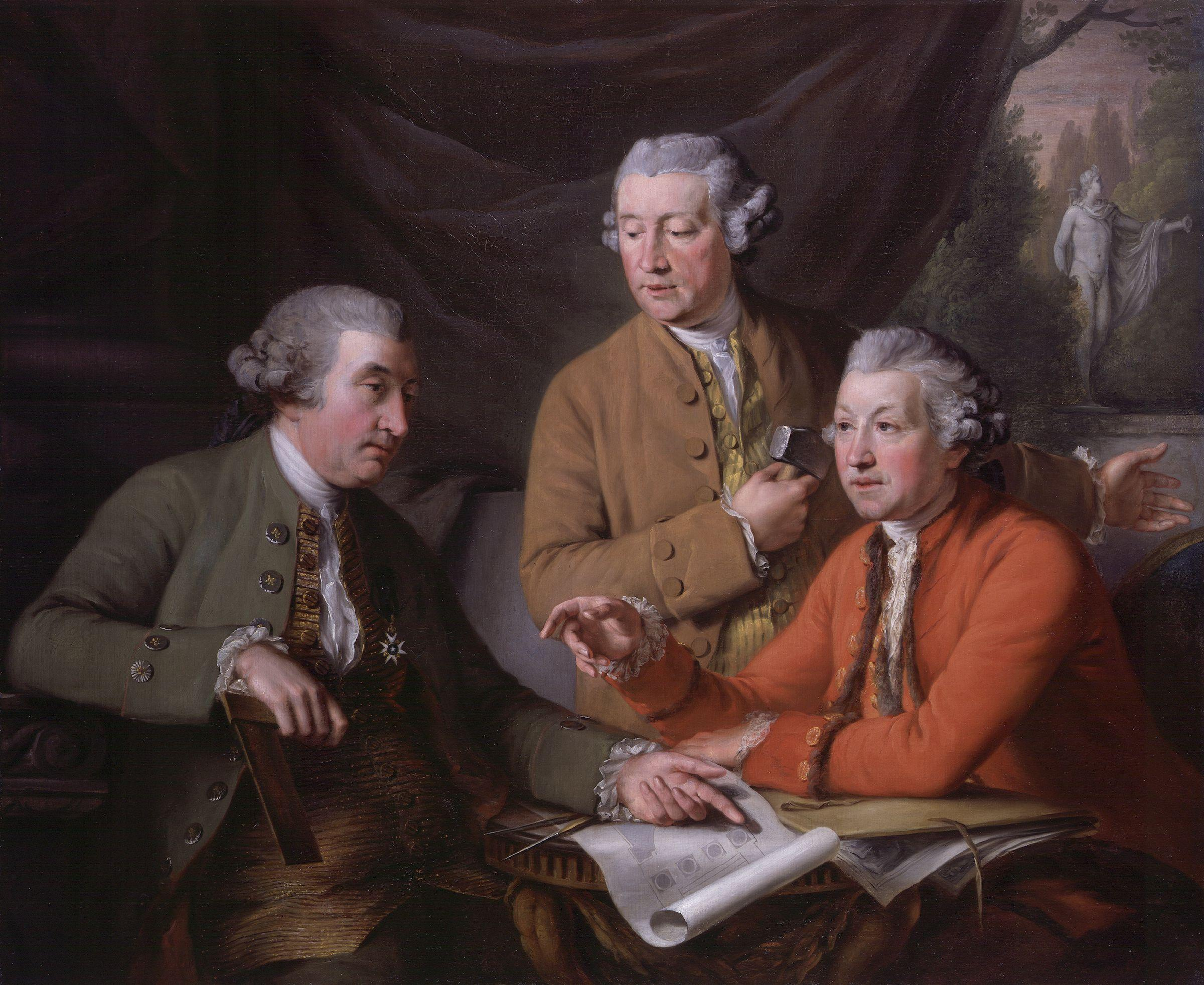
Дж. Ф. Риго. Сэр Уильям Чеймберс, Джозеф Уилтон и сэр Джошуа Рейнольдс. 1782. Холст, масло. Национальная портретная галерея, Лондон

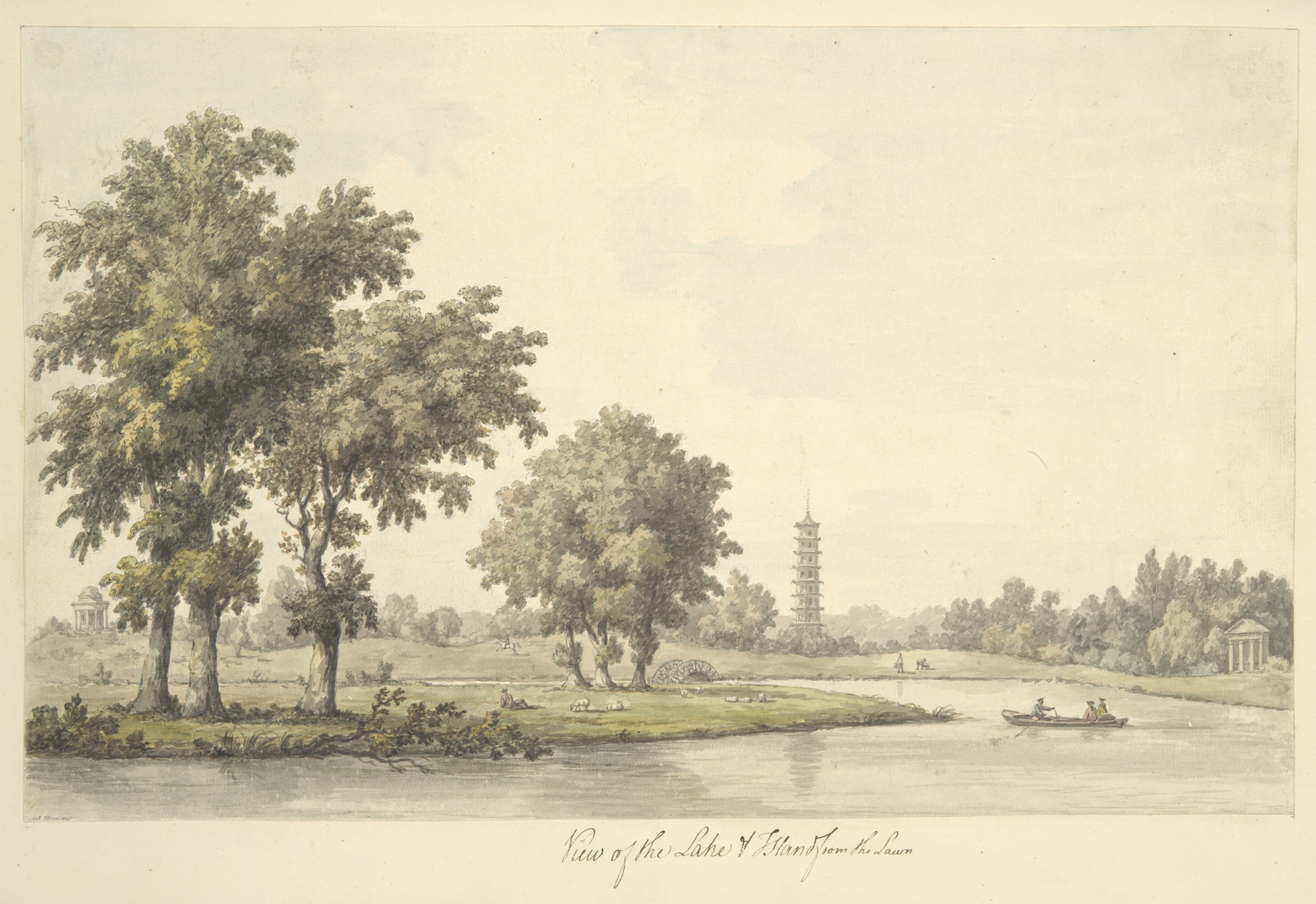
У. Чеймберс. Вид озера и Большой пагоды в садах Кью. 1763. Акварель. Метрополитен-музей, Нью-Йорк

После возвращения в Европу Чеймберс с 1749 года учился архитектуре в Парижской школе изящных искусств у Жака-Франсуа Блонделя Младшего и Шарля Де Вайи. Следующие пять лет он провел в Риме, где изучал античное искусство и архитектуру эпохи Возрождения школы Браманте и Рафаэля. В 1755 году он вернулся в Англию и поселился в Лондоне, где занялся архитектурной практикой. В 1757 году по рекомендации лорда Бьюта он был назначен учителем архитектуры принца Уэльского, будущего короля Георга III. С 1761 года Чеймберс занимал неофициальный пост Приглашённого архитектора короля (Joint Architect to the King), а затем, с 1766 года вместе с Робертом Адамом, архитектором короля (неофициальный титул), возглавлял Управление работ (Office of Works), в 1769—1782 годах — был генерал-интендантом по строительству и контролёром по делам короля.
В последующие годы Чеймберс под влиянием творчества Роберта Адама и мастерской «Адельфи», а также, используя уроки Ш.-Л. Клериссо в Риме, обратился к эстетике неоклассицизма, или, как тогда его называли, стиля неогрек, помпейского, или этрусского, стилей.
В 1757 году Чеймберс опубликовал книгу «Чертежи китайских зданий» с изображениями садовых павильонов, мебели, экзотических костюмов и китайских садов (Designs of Chinese Buildings, Furniture, Dresses, Machines, and Utensils. To which is annexed, a Description of their Temples, Houses, Gardens, &c. 1757). Эта книга оказала влияние на многих английских художников «живописного стиля», или стиля «пикчуреск», а также на творчество Томаса Чиппендейла. В 1759 году Чеймберс опубликовал «Трактат о гражданской архитектуре» (переиздан в 1862 году).
В 1766 году Чеймберс был избран иностранным членом Шведской королевской академии наук. В 1772 году он опубликовал диссертацию о восточном садоводстве (A dissertation on oriental gardening): причудливое изложение английских представлений того времени о стиле садоводства в Китае. Его более серьёзный и академический «Трактат о гражданской архитектуре» (A treatise on civil architecture in which the principles of that art are laid down and illustrated by a great number of plates accurately designed and elegantly engraved by the best hands), опубликованный в 1759 году, оказал влияние на многих британских строителей; он выдержал несколько изданий; наиболее известно издание 1862 года.
В 1774 году Чеймберс вторично посетил Париж. Чеймберс стал личным архитектором Августы Саксен-Готской, принцессы Уэльской. Принцесса расширила Королевские ботанические сады Кью, где Чеймберс построил ряд сооружений (Большую пагоду и другие). В 1776—1796 годах он возвёл новое здание Сомерсет-хауса в Лондоне.
10 декабря 1768 года была основана Королевская академия художеств. Чеймберс сыграл важную роль в событиях, приведших к основанию Академии; в протоколе Генеральной Ассамблеи Королевской академии от 14 декабря 1768 года записано: «Некоторое время ближе к концу ноября 1768 года г-н Чеймберс ожидая короля, сообщил, что многие известные художники вместе с ним очень желают создать Общество, которое должно более эффективно продвигать искусство рисунка». Он был назначен первым казначеем Академии.
Чемберс скончался в Лондоне в 1796 году. Он похоронен в Уголке поэтов Вестминстерского аббатства. На его надгробии написано: «Сэр Уильям Чеймберс, рыцарь Полярной звезды, архитектор, генеральный инспектор работ Его Величества, умер 8 марта 1796 года в возрасте семидесяти четырёх лет».

## Стиль «чеймберс»
В своих рисунках и постройках Чеймберс свободного играл элементами «помпейского», «готического» и «китайского» стилей. Об этом художнике говорили, что он был первым англичанином, который не побоялся «соединить формы античной и китайской архитектуры». В Англии неоготическое течение второй половины XVIII — начала XIX века называли «готическим возрождением» (Gothiс Revival) и придавали ему глубокий религиозный и мировоззренческий смысл. Однако не без влияния Чеймберса во многих английских интерьерах среднегеоргианского стиля (первой половины XVIII в.) можно видеть элементы неоготики в соединении с восточными. Именно в это время получают распространение мебель из бамбука и лаковые кабинеты «под Китай» (chinese), а также всё заметнее становилось влияние французского стиля рококо. Так французские рокайли в проектах Чеймберса и Чиппендейла соединялись с «китайщиной» и поэтому «стиль короля Георга II», или среднегеоргианский стиль (1727—1760), часто называют английским рококо, или «стилем Чеймберса».
После 1750 года, по возвращении из поездки в Италию, Чеймберс стал создавать ещё более эклектичный стиль, примешивая к помпейским и восточным мотивам римские, венецианские и даже французские элементы, чем подготовил наступление также эклектичного английского классицизма времени правления короля Георга III (1760—1820).
Русское издание трактата: «О китайских садах. Перевод из книги сделанной господином Чамберсом, содержащей в себе описание Китайских строений, домашних их уборов, одеяний, махин и инструментов» был издан в 1771 году в Санкт-Петербурге. Трактат способствовал увлечению «китайщиной» и романтической архитектурой при дворе императрицы Екатерины II, в частности появлению «игровых» сооружений Ю. М. Фельтена, «готических» и «китайских» построек в Царском Селе (1772—1786), возводимых А. Ринальди, В. И. Нееловым, Ч. Камероном. Этот перевод, несмотря на схожесть названия с последующей книгой Чеймберса «О восточном садоводстве» (A dissertation on oriental gardening. (London) 1772), сделан с более ранней работы архитектора — Designs of Chinese Buildings, Furniture, Dresses, Machines, and Utensils. To which is annexed, a Description of their Temples, Houses, Gardens, &c. (London) 1757, о чём свидетельствует полное название русского издания.

## Галерея

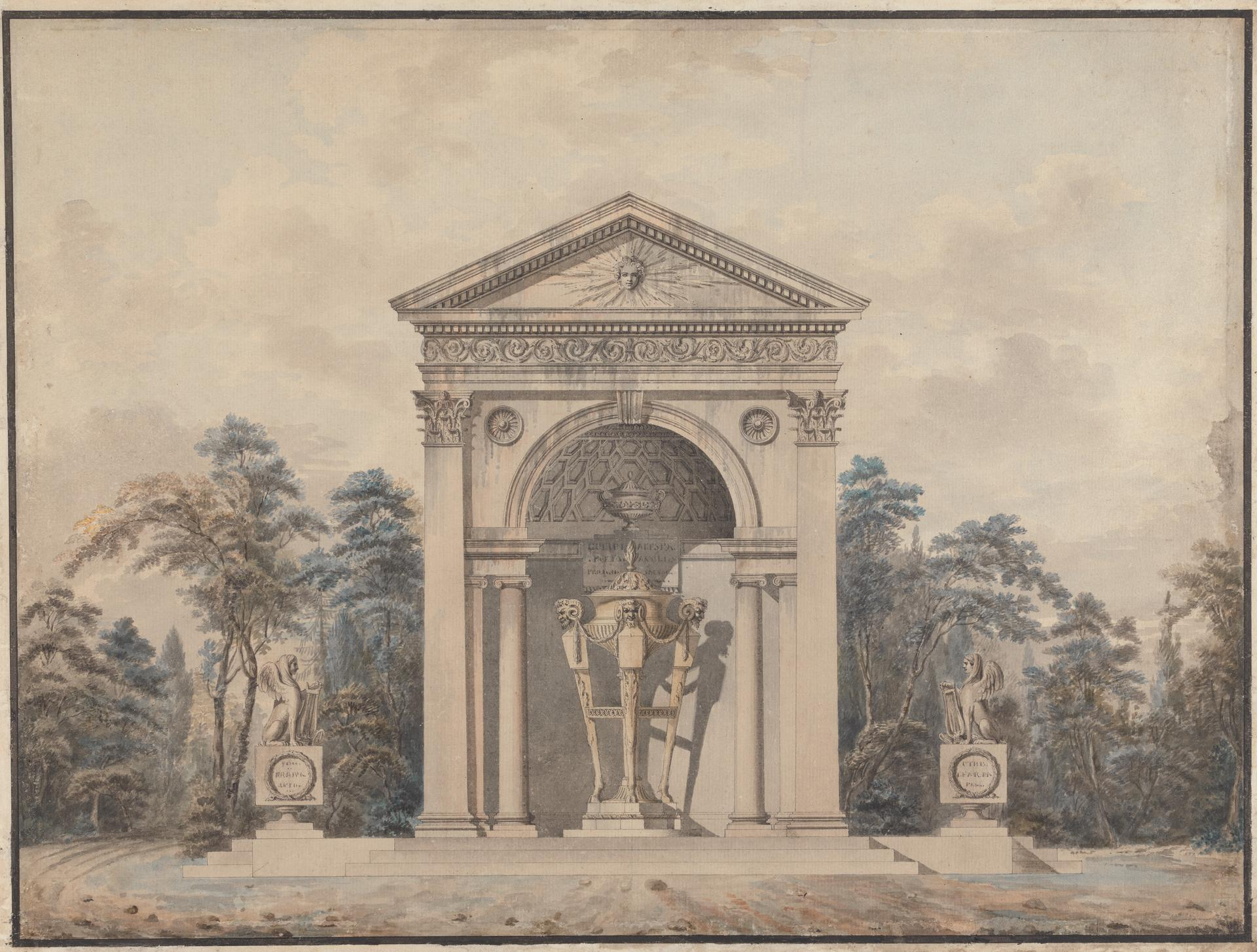
Проект памятника Шекспиру. Ок. 1763. Акварель, тушь. Йельский центр британского искусства, США
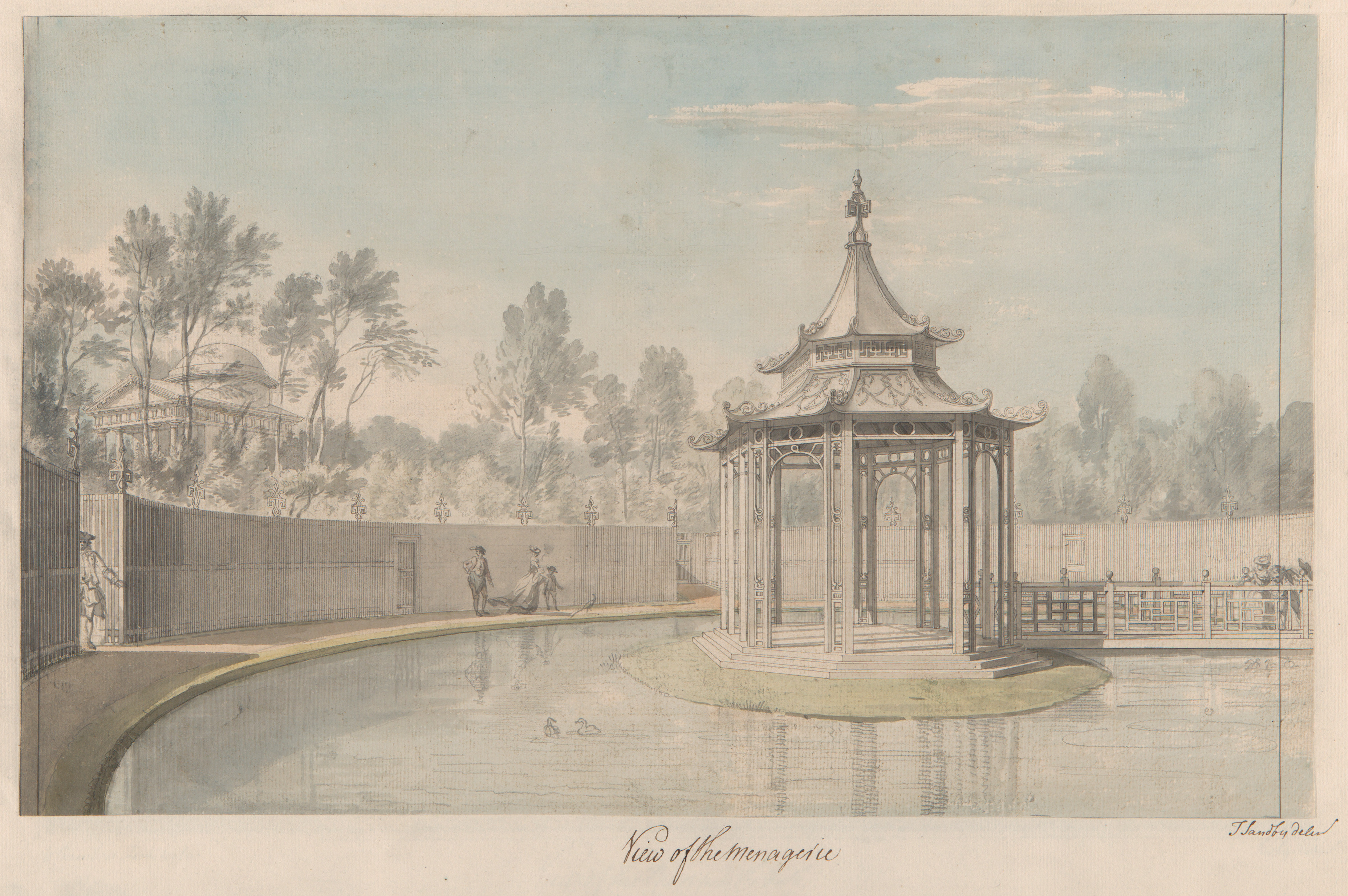
Вид менажери (птичника) в королевском парке Кью. Лондон. 1763. Акварель. Метрополитен-музей, Нью-Йорк
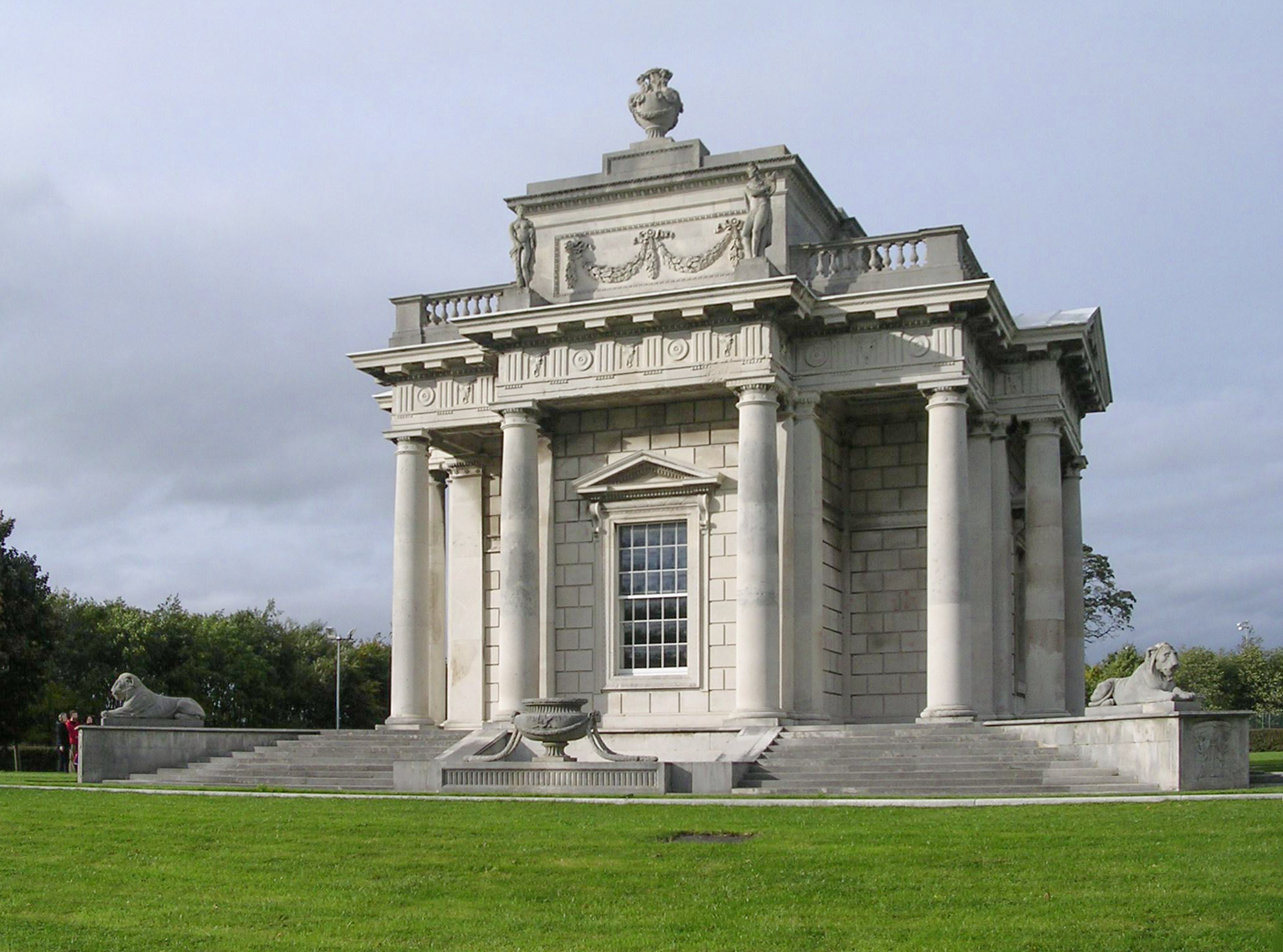
Казино в Марино. 1775. Дублин, Ирландия
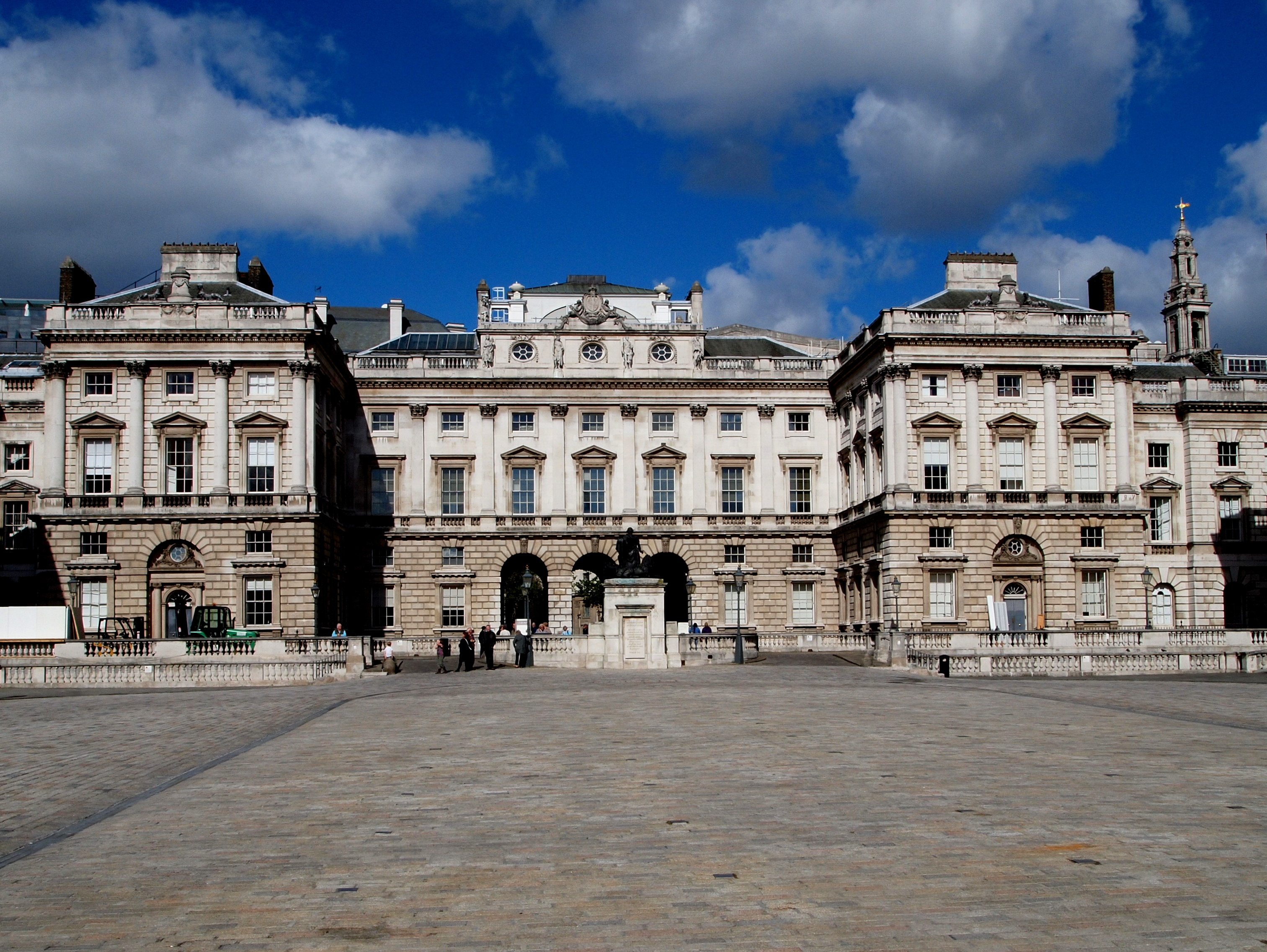
Сомерсет-хаус. 1776—1796.  Лондон (по проекту И. Джонса)
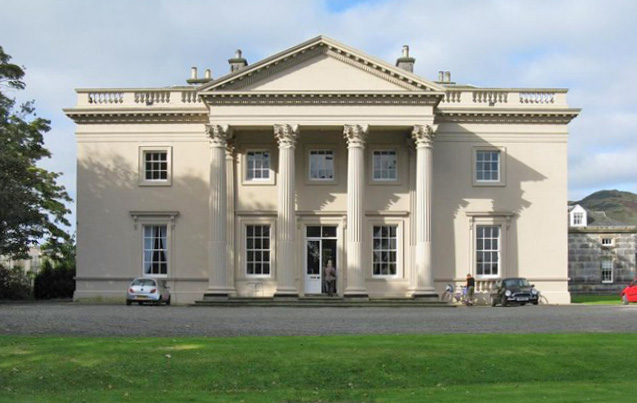
Даддингстон-хаус. 1760-е гг. Эдинбург, Шотландия
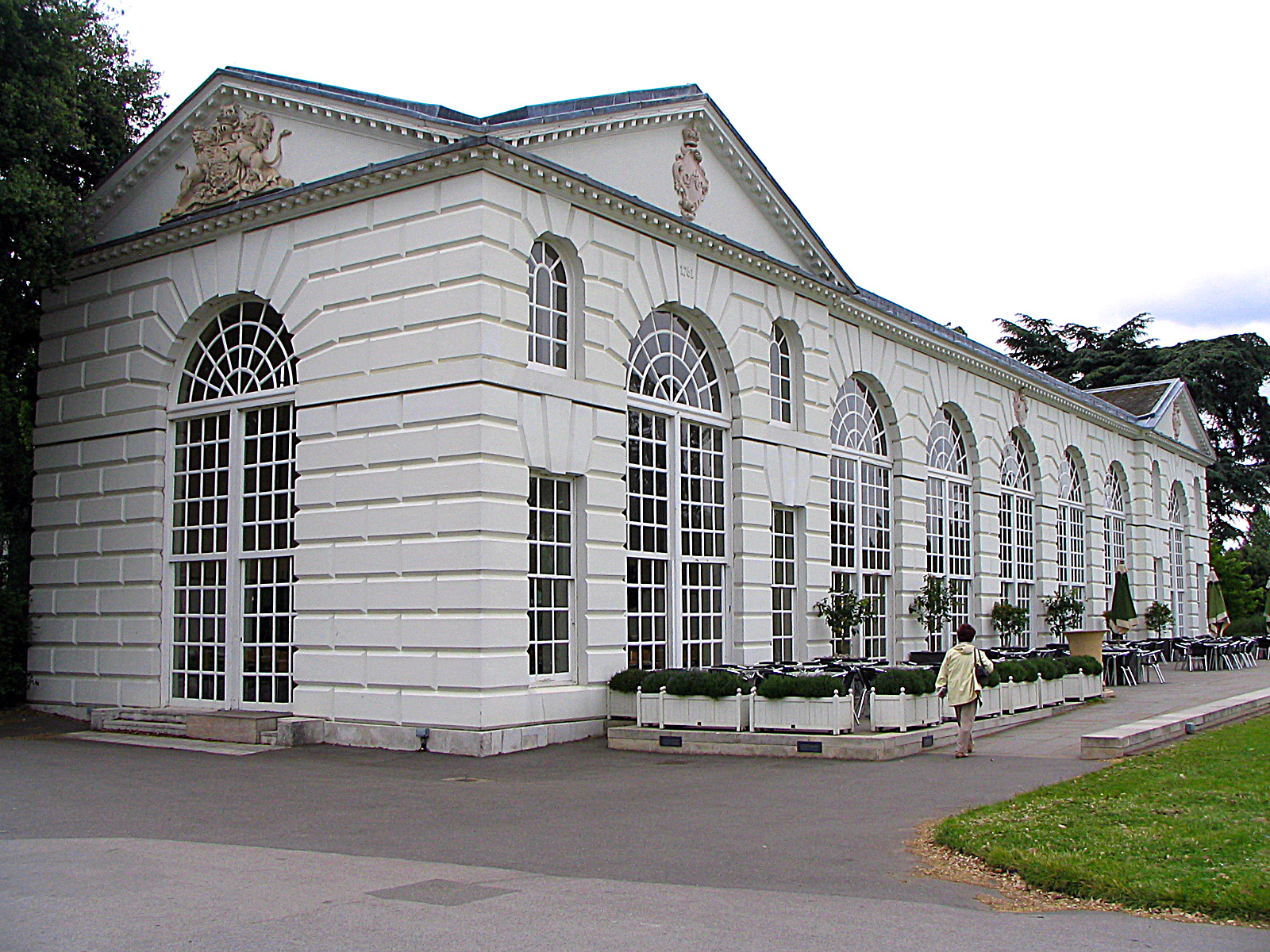
Oранжерея в королевских садах Кью. 1761. Лондон
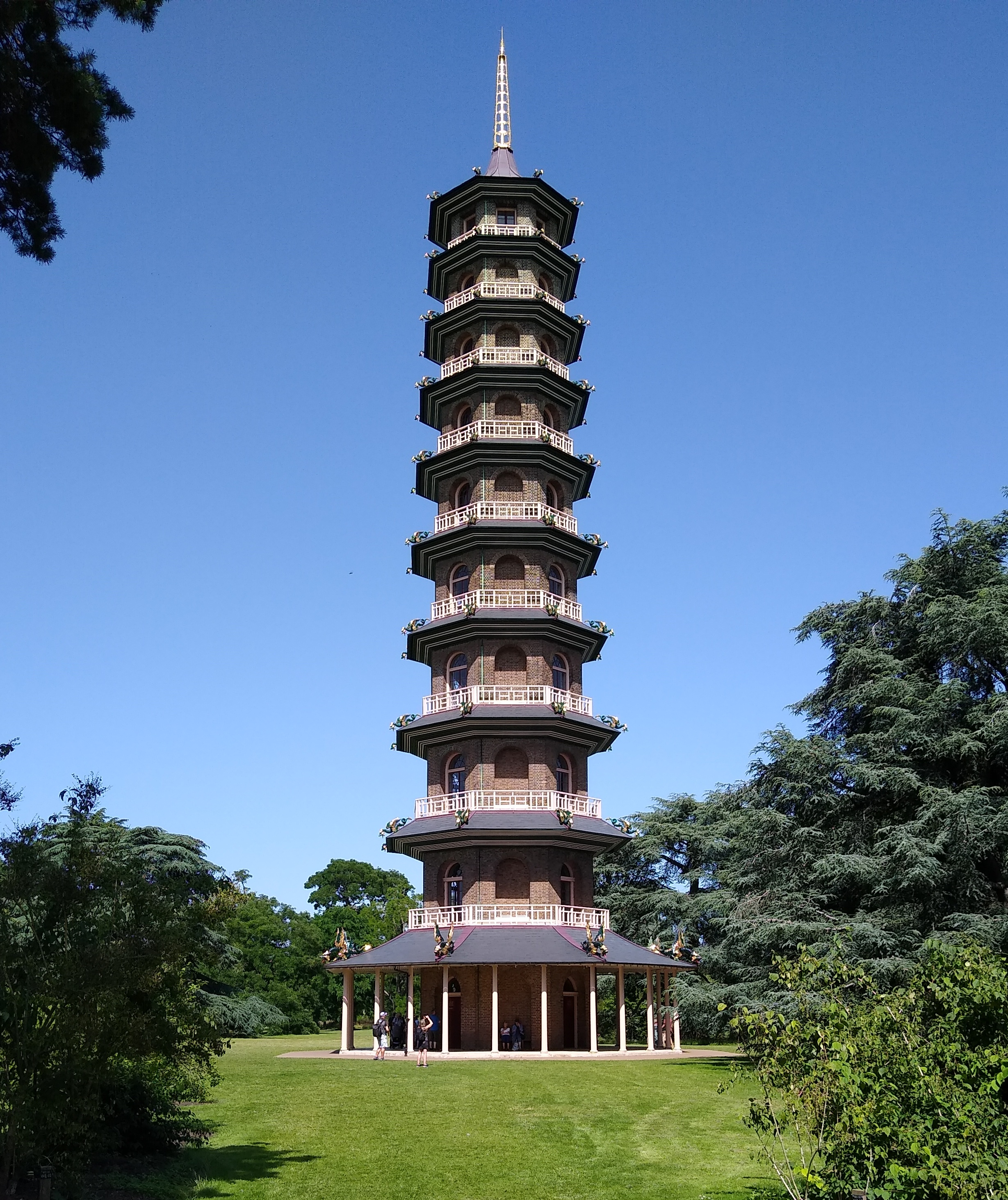
Большая пагода в королевских садах Кью. 1761—1762. Лондон
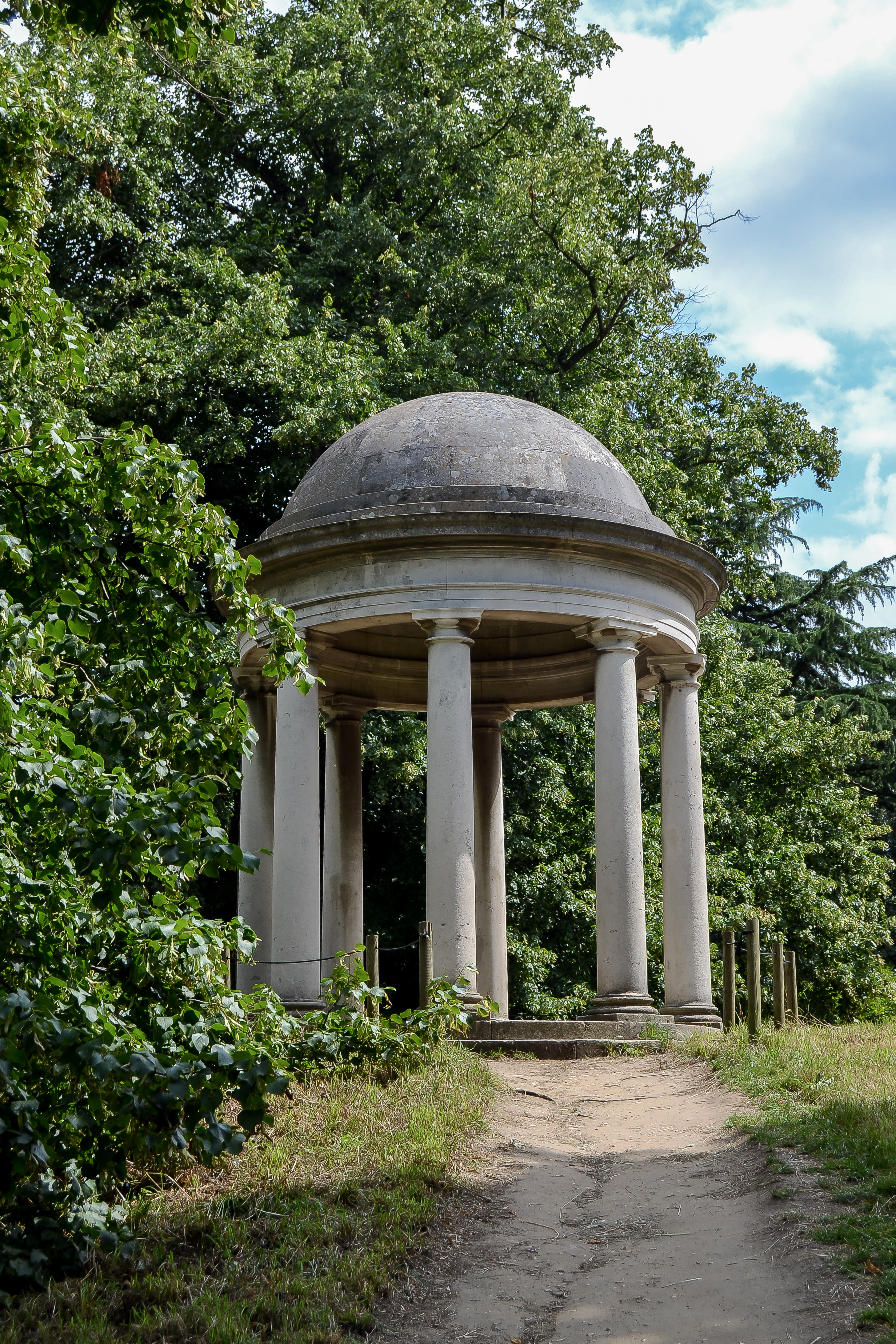
«Храм Эола». Сады Кью
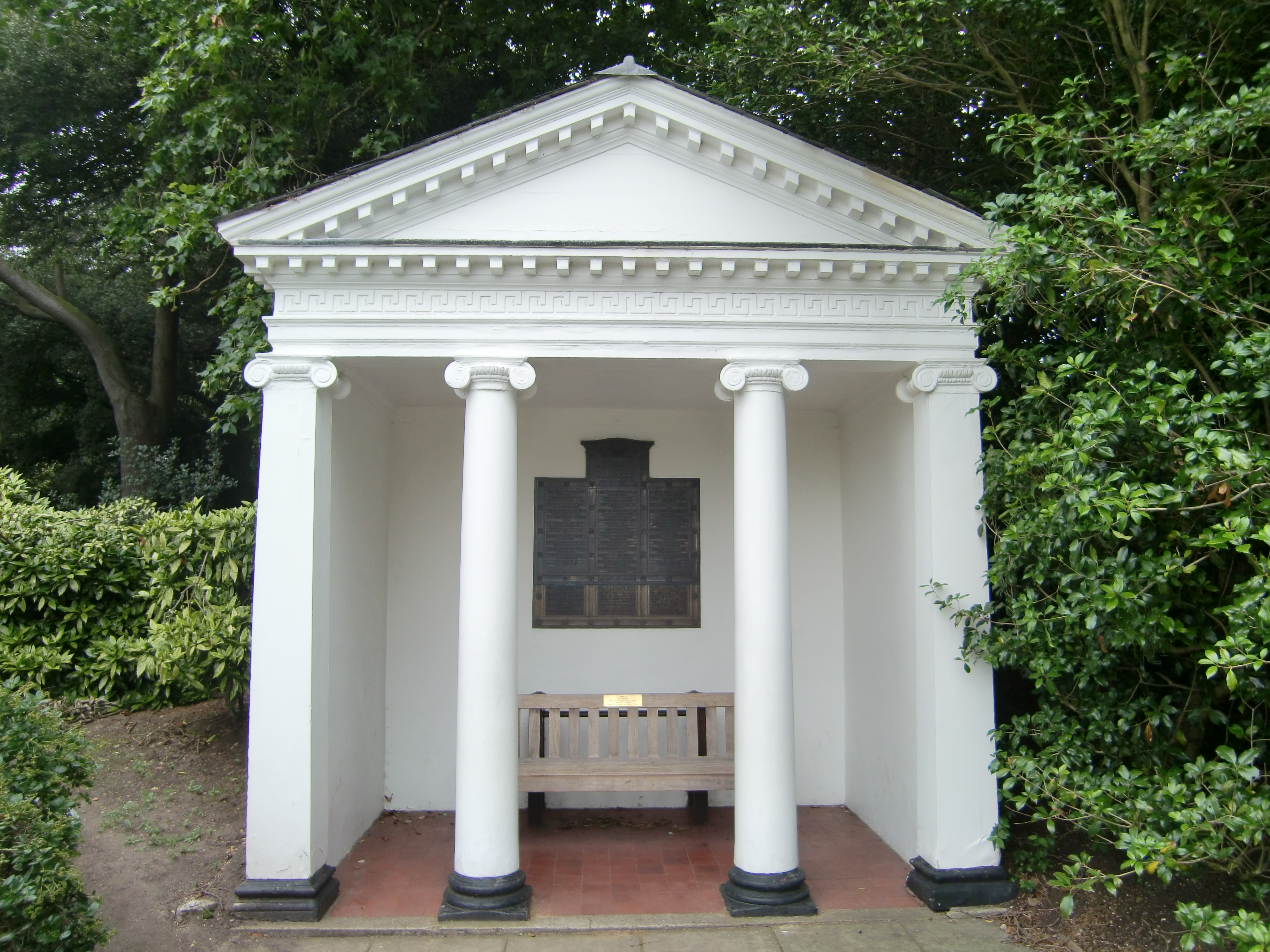
«Храм Аретузы». Сады Кью